# Rusticius (Konsul 464)
Flavius Rusticius (Nestorius; † vor 475) war ein spätantiker oströmischer Heermeister (magister militum) und Politiker des 5. Jahrhunderts.
Rusticius war um 462/463 unter Kaiser Leo I. Heermeister von Thrakien. Um 464 wurde er von Basiliskos abgelöst. Im Jahr 464 war Rusticius mit dem späteren Kaiser Olybrius Konsul. Er starb vor 475, da Basiliskos in diesem Jahr caput senatus war. Johannes Zonaras beschreibt ihn als ἀνὴρ γενναῖός τε καὶ στρατηγικώτατος („edler und höchst strategischer Mann“).